# 杜康镇
杜康镇，是中华人民共和国陕西省渭南市白水县下辖的一个乡镇级行政单位。

## 行政区划
杜康镇下辖以下地区：
杜康社区、汉积村、通积村、和家卓村、康家卫村、石狮村、杨上村、杨下村、张王庄村、义会村、后洼村、鸭洼村、张家塬村、冯家塬村和冯家河村。